# (37684) 1995 NE
1995 NE (asteroide 37684) é um asteroide da cintura principal. Possui uma excentricidade de 0.23991150 e uma inclinação de 5.41177º.
Este asteroide foi descoberto no dia 1 de julho de 1995 por Spacewatch em Kitt Peak.